# Спомен-чесма палим борцима ратова 1912 - 1918. у Власина Риду
Спомен-чесма палим борцима у Балканским и Првом светском рату од 1912 - 1918. у Власина Риду, насељеном мету на територији општине Сурдулица подигнута је 1955. године у спомен на пале ратнике у ослободилачким
ратовима 1912-1918. године.
Чесма се састоји од ширег постамента, у оквиру кога је корито за воду, из кога се уздиже призма димензија 95х97cm, са профилисаним венцем који носи камену плочу са закошеним странама. Чесма је саграђена од правилно клесаних квадера од природног камена, различитих димензија. На предњој страни споменика налази се мермерна плоча са уклесаним текстом:
| „ | ☆ ПАЛИМ БОРЦИМА У ПРВОМ СВЕТСКОМ РАТУ ОД 1912-1918Г. 4 VII 1955.Г ЗАХВАЛНИ ГРАЂ. ВЛАСИНА-РИД | ” |

На десној бочној страни је уклесано име предузимача који је изградио чесму - Ђ. Стошић.